# Vandal Vyxen
Vandal Vyxen, née le 20 septembre 1984 à Montréal, est une actrice pornographique.

## Biographie
Née a Montréal et élevée par son oncle et sa tante après le décès de ses parents, Vandal Vyxen a étudié a la Cité Collégiale. Après y avoir étudié en production télévisuelle, elle a entamé une carrière de monteuse dans des productions pornographiques. En 2005, elle a bifurqué devant la caméra pour devenir une actrice bien en vue. Elle est reconnue pour être une femme fontaine très expressive avec un style alt porn. Ses premières scènes pornos ont été tournées sous le nom de Zophia Myaw quelle changera rapidement pour Shana Ryder puis finalement pour celui sous lequel elle est la plus connue : Vandal Vyxen. Vandal Vyxen a tourné pour les plus grands studios du Québec tels que Pegas Productions et Québec Productions. L'une de ses premières scène étais avec la charmante Kayla Deville (artiste sur onlyfan) .Elle a même eu la chance de tourner aux côtés de Bruno B et James Deen.

## Filmographie
- 2006 : Bruno B. The World's Luckiest Guy
- 2009 : Beach Party de cul québécois
- 2010 : 5 infirmières et des pervers
- 2010 : 5 jours / 5 filles
- 2011 : 1 idiot fourre 5 gardiennes
- 2012 : Copine à louer
- 2012 : Vandal Vyxen Patrice Boisvert After Party
- 2013 : Mécanichienne
- 2013 : 3 gars vandalisés
- 2015 : Méchante Orgie Chez Vandal
- 2015 : 20 Super-gicleuses Du Québec
- 2016 : Elles Aiment Ça Rough!
- 2016 : Québec Ink
- 2017 : Trips de Cul Québécois
- 2017 : Le Strip Club
- 2017 : Confessions D'une Escorte #3
- 2019 : Danika la Trans-Canadienne

## Cinéma
- 2011: BumRush - dans le rôle de Loli.
- 2017: Elle tourne dans le vidéoclip Plancher des anticipateurs.